# La Revue du cinéma (1969-1992)
La Revue du cinéma fue una revista de cine francesa que se publicó con este título desde marzo de 1969 a octubre de 1992.
Fundada en 1946 con el título de Informations UFOCEL y publicada por la 'Union française des offices de cinéma éducateur laïques', pasó a llamarse Image et Son en 1953. Tras el cambio de título en 1969, la revista mantuvo Image et Son como subtítulo hasta diciembre de 1982.
Al principio, la publicación era de inspiración humanista y de izquierdas, cercana a la red de cineclubes. A principios de los años 1980, La Revue du cinéma absorbió la revista Écran. Fue durante la década siguiente cuando la publicación experimentó su mayor difusión. Bajo el impulso de Jacques Zimmer, se creó una cooperativa de críticos para continuar la publicación en los años 1990.
Su último número (n.º 486) se publicó en octubre de 1992. Renació dos meses después con el título de Le Mensuel du cinéma. La revista pretendía entonces ser de lujo, pero este nuevo medio dejó de publicarse en junio de 1994 (n.º 18).
Entre los colaboradores que marcaron la historia de la revista se encuentran Marcel Martin, Raphaël Bassan, Max Tessier, Gérard Lenne, Philippe Ross, Yves Alion, Jacques Zimmer, Didier Roth-Bettoni y Jean-Marc Lalanne.